# Minerały allogeniczne
Minerał allogeniczny – minerał, który powstał poza środowiskiem tworzenia się skał osadowych. Minerały allogeniczne dostają się do środowiska osadowego w wyniku mechanicznego wietrzenia skał starszych niż dany osad i transportu do zbiornika sedymentacyjnego.
Odmienną definicję podają Ryka & Maliszewska, wg których minerałem allogenicznym jest każdy minerał uformowany poza miejscem powstawania danej skały (a więc nie tylko osadowej).